# RS-348
Pour les articles homonymes, voir Route 348.

Signe indiquant la route.

La RS-348 est une route locale du Brésil. Elle se trouve dans le Centre-Ouest de l'État du Rio Grande do Sul et relie la municipalité de Júlio de Castilhos, à partir de l'embranchement avec la BR-158/392 dans son district de Val de Serra, à la commune d'Agudo (district de Porto Alves). Elle dessert Júlio de Castilhos, Ivorá, Faxinal do Soturno, Dona Francisca et Agudo, et est longue de 88,160 km. Son état est inégal.